# فوربوش (آیووا)
فوربوش (به انگلیسی: Forbush) یک منطقهٔ مسکونی در ایالات متحده آمریکا است که در آیووا واقع شده‌است. فوربوش ۲۹۹٫۹۳ متر بالاتر از سطح دریا واقع شده‌است.